# 早乙女姉妹は漫画のためなら!?
『早乙女姉妹は漫画のためなら!?』（さおとめしまいはまんがのためなら！？）は、山本亮平による日本の漫画作品。集英社のWebコミック配信サイト『少年ジャンプ+』にて2018年6月6日より2021年6月23日まで毎週水曜に配信。2021年2月時点で単行本の累計発行部数は50万部を突破している。

## 表現規制と公開停止
過激なお色気描写（下着や裸体の描写）が多く、Web公開時は初日早朝（0〜8時頃）に無修正で公開されたあと修正版に差し替えられている。修正部分そのものにネタが仕込まれ、単行本で「差分」として併録されることもある。
iOSアプリではAppleによる表現規制が厳しいという理由から、2019年3月8日にiOS上にて公開停止となった。
2019年5月2日に発売された単行本第4巻の初版帯では、同様の事態が発生した『終末のハーレム』と同様のデザインや売り文句が用いられている。

## あらすじ
新人漫画家の早乙女モブユキは、『週刊少年ジャンプ』でラブコメ漫画「ラブロボ」を連載中。しかし、画力が足りなかったりキャラの魅力を引き出せないなど、ジャンプ名物の無慈悲な打ち切りに怯える日々。その崖っぷちな連載をアシスタントとしてサポートするノアン・カノン姉妹はモブユキが大好きで、漫画で上手く書けないシーンがあれば自ら体を張って実践することでサポートしていく。

## 登場人物
担当声優は、ボイスコミック版でのキャスト。

### 早乙女一家
早乙女 モブユキ（さおとめ モブユキ）
声 - 夏目桂輔
16歳。主人公でありツッコミ役であり新人漫画家の少年。一人称は「俺」。『週刊少年ジャンプ』でラブコメ漫画「ラブロボ」を連載中。ペンネームは使っていない。
雑誌内での掲載順位は下位であり打ち切りに脅える日々だが、学ぶ意欲は高くレモンやエンジェルにも光るものは認められている。デジタル作画が主。
連載に集中すべく高校は中退し、アパート暮らしをしている。
姉・妹との関係は良好だが、姉の行き過ぎた愛や奔放さに頭を痛める事も多い。ただ、過去には「お姉ちゃんラブ漫画」を描いていた。
先輩で売れっ子のエンジェルについては尊敬しているが、彼女にだけは要所要所で余計な一言を言ったりボケをかましたりするため殴られる事が多い。
締め切りを破った事はないが、時々ギリギリまで数日徹夜で描き上げている様子も見られる。
ハロウィンパーティーの席では、どうにか打ち切りを回避し2巻発売に漕ぎ着けた事を祝われている。
身長159センチメートル、体重50キログラム、スリーサイズはC72-W71-H73。
名前の漢字表記は早乙女 文武幸。「モブ」という読みをツッコまれる事がある。
早乙女 ノアン（さおとめ ノアン）
声 - 琴石ゆうひ
18歳。包容力のある巨乳の姉。漫画の背景を担当。一人称は「アタシ」。
チアリーディング部を辞めてまで家事を引き受けモブユキの連載に協力するなど非常に献身的であるが、基本的にその愛が行き過ぎている。
室内では裸エプロンなど過激な格好をしている事が多い。
耳掻きが非常に得意だが、「弱点」を発見するのが上手いためあまりの気持ち良さにされた側は意識が飛んでしまう程である。
家事とモブユキのアシスタントをしながらも学業の方は定期テストで学年2位を収める実力を持ち、カノンの勉強も彼女が見ているなど非常に優秀。
チアリーディング部の友人達とは現在も交流が続いており、アパートに招く事もあるがその際は毎度毎度騒動が巻き起こる。
身長168センチメートル、体重49キログラム、スリーサイズはB95-W58-H85。
早乙女 カノン（さおとめ カノン）
声 - 三浦雪那
14歳。中学2年生の少女。ブラコン。金髪に所謂日焼けファッションをしている。当人のスタイルは決して悪くはないが、周囲が周囲なため姉達との胸の格差に悩む妹。漫画の仕上げや描き文字を担当。一人称は「私」。
運動が得意だがモブユキと同じ漫研に入部していた。
モブユキが動きのあるポーズを描く場合彼女がモデルになっている事も多い。
姉のノアンの事は決して嫌っているわけではないのだが奔放さに反発し、姉と正反対のファッションを好んで校舎の屋上を日焼けサロンの様に使っている。
また、レモンの本性をほとんど知らないため「頼れてカッコいい社会人」だと尊敬している。
モブユキのデビューからレモンやエンジェル、同じ中学生で漫画家を目指すユウミらと出会ううち、自身も将来漫画家になりたいと夢を抱くようになった。
身長155センチメートル、体重44キログラム、スリーサイズはB81-W56-H83。
名前の漢字表記は早乙女 架音。

### 編集者
瀧波 レモン（たきなみ レモン）
声 - 佐藤詩乃
23歳。『週刊少年ジャンプ』編集者で、初登場の4話からモブユキの担当となる。無類のエロ漫画好きで、モブユキと姉妹らのシチュエーションで脳内妄想を膨らませることが多い。
非常に高倍率かつ「男性向け雑誌であるゆえに性質上基本的に女性を採用しない」はずの職場に新卒で内定した実力者であり、彼女が担当についてからモブユキの掲載順位も上昇傾向、アサナとユウミの受賞の助けになるなど編集者としての能力も優秀な人物で、作家・読者双方の気持ちを尊重しており創作物全般への理解度も高く、仕事への情熱も強い。
外部にもレモンの評判がある程度知られているらしく、１度テレビ番組で彼女を中心とした特集が計画された程である。
だが未熟な面や後述の表情や態度の硬さを先輩に指摘されるところもあり、情熱が空回りして奇行に至ってしまったり、取材に私情が混ざっていたり会社のPCで「そういうサイト」を見てしまったり、仕事中に妄想が高ぶり発散する、女湯で妄想が爆発しそうになった挙句あろう事かモブユキが入浴中の男湯へ逃げ込んで来るなど問題行動も多い。
登場当初は笑顔が上手く作れず怖い顔になってしまう癖があり、周囲の人物に誤解を受ける事もあった。
ちなみに周囲には明かしていないが、三姉妹の次女である。
身長172センチメートル、体重55キログラム、スリーサイズはB94-W63-H88。
高宮 ハルカ（たかみや ハルカ）
14話より登場。『週刊少年ジャンプ』編集者で舞空エンジェルの担当。美少女に見えるが男性（男の娘）。22歳。
美少女っぷりは海で（女性用水着を着ていた事もあるが）ナンパされてしまう程である。
当初は男性の服装で出社していたが、担当したエンジェルに化粧を見抜かれ「一番いい仕事ができる格好をして」という言葉を受け、常に女性の格好をするようになった。
当初は「怖い顔の先輩」としてレモンを苦手に思っていたが、女性の格好を始めた頃から打ち解け、それからはレモンの優秀さに触れると共に数々の問題行動・言動も目にしてしまうようになり、結果レモンへは尊敬半分呆れ半分と言ったところである。
モブユキとは気が合うらしく、友人同士の様な関係となっている。
アイカという漫画家志望の妹がいる。
身長166センチメートル、体重50キログラム、スリーサイズはB75-W70-H76。

### 漫画家
舞空 エンジェル（まいそら エンジェル）
8話より登場。モブユキの隣に住む『週刊少年ジャンプ』で「くとぅるふるふるふ」（略称「るふるふ」）を連載する人気漫画家。幼児体型だが成人済み。
「るふるふ」は持ち込み原稿からそのまま連載が決定する程で、その際に担当となるハルカとも出会う。
作画のクォリティは高いだけでなく「迷い線」がほとんどない事もあり非常に速筆で、原稿は常に1か月は先行しているとの事。
ハロウィンパーティーの席では、まだ「るふるふ」が刊行2巻であるにもかかわらず既に売り上げが100万部を突破している驚愕の事実が発表された。
「この方が捗る」として作画は毎回全裸で行うが、自室の中では作画中以外でも全裸でいる事もある。寧ろ服を着ていると集中力が削がれてしまうらしい。
ハロウィンパーティー中にレモンから「上からの伝達ミスにより、実はモブユキの原稿は一挙2話掲載だった」事が急に伝えられたアクシデントではエンジェルがその場で指揮を執り、更に「全裸でやれば効率が上がる」としてその場の全員を脱衣させ能率アップに成功、見事モブユキの原稿を完成に導いた。
漫画のためなら何を行うにも貪欲であり、あらゆる妥協をしないが他の事、特に服装には無頓着であり、外出時もぶかぶかのＴシャツ1枚しか着ていなかったりファッションにも興味を持たない。
学生時代も漫画の事ばかり考えていたらしく現在の部屋の中も漫画で溢れている状態であり、ハルカやノアン（とモブユキ）がたまに掃除に訪れている。
モブユキに対しては、当初両者のレベルが違い過ぎた事もあって作品すらうろ覚えであり、彼の失礼な言動に腹を立てる事も多かったが、成り行きで関わっていく中で先輩として（辛辣な）アドバイスを贈ったりこっそりレベルアップを喜んだりと気にかけている様子が見られる。
アナログ作画が主であり当初デジタルには弱かったが、モブユキに教わってからはすぐにマスターしていた。
また、早乙女姉妹を作中キャラのモデルとして採用しているが、かなり過激な描写の対象となっているためカノンからの反応は微妙である。
成人しているからかかなり直接的に性的な言動を行ったり、それで無くとも歯に衣着せぬ物言いで周囲を振り回したり驚愕させる事が多いが、ノアンにだけはほぼ毎回やり込められている。
身長132センチメートル、体重30キログラム、スリーサイズはB63-W48-H66。
名前はペンネームではなく本名。
百合園 アサナ（ゆりぞの アサナ）
16話より登場。18歳。高校3年生の少女。姉妹コンビで漫画家を目指す原作担当の姉。ヤンキー気質だが純情な一面がある。
ユウミに対しては少々過保護であり、モブユキについては先輩として頼りにしており敬意は払っているが、所謂「ユウミへの悪い虫」になりはしないかと警戒もしている。
当初はバトル物を企画していたが、レモンにラブコメを勧められ反発していた。
が、ユウミの作戦などによりラブコメを通り越してエロコメに目覚めてしまった。
作画はユウミの担当だが、ハロウィンパーティーではモブユキに彼女が描いたらしいネームを見せに来ていた。
ユウミが人見知りなので、スピーチなどは彼女が行うことが多い。
モブユキを「モブセンセー」、エンジェルを「ロリセンセー」と呼ぶ。
身長170センチメートル、体重52キログラム、スリーサイズはB96-W60-H88。
名前の漢字表記は百合園 朝奈。
百合園 ユウミ（ゆりぞの ユウミ）
16話より登場。14歳。中学2年生。作画担当の妹。人見知りで、少々丸っこい体型を気にしている。
アサナと共に描いたデビュー作は手塚賞での受賞をしている。
レモンの勧めもあり、勉強を兼ねてモブユキのヘルプアシスタント的な立場として、モブユキとエンジェルというプロの世界の先輩達が住むアパートによく出入りしている。
カノンとはクリエイター志望の中学生同士という事ですぐに仲良くなった。
基本的には常識人だが、漫画のためなら時折常軌を逸した過激な行動を取る事もある。
身長149センチメートル、体重48キログラム、スリーサイズはB91-W66-H87。
高宮 アイカ（たかみや アイカ）
63話より登場。ハルカの妹で15歳。漫画家志望で、ペンネームは「愛宮タカ」。
ハルカいわく「最近（漫画を）描き始めたばっかり」だが、応募作の「クロールの王女様」は手塚賞佳作を受賞した。
「ラブロボ」のヒロイン・アイカと偶然名前が一緒であり、モブユキにサインを貰っていた。
ハルカの事は「ハルカちゃん」と呼ぶ。
カノンと見た目が少々被っており、モブユキに近付いていた事からカノンから一方的に突っかかられている。

### その他の人物
恋花 ミライ（こはな ミライ）
チアリーディング部に所属するノアンの友人。18歳。
成績は学年1位で実家は豪邸であり、母親は厳しいらしい。
元々はあるコンプレックスを抱えていた事により恥ずかしがり屋だったが、ノアンの奇行によりそれが自信に変わり、部員にも実力を認められチアリーディング部の部長に推薦された。
チアリーディング部の4人は全員20話で初登場、名前と年齢は41話で判明。
入月 フウカ（いりつき フウカ）
チアリーディング部に所属するノアンの友人。18歳。
丁寧な話し方で物腰柔らかな人物だが、非常に特徴的なファッションセンスを持つ。(年齢はノアン達と同じはずだが、ノアンの事を先輩と呼び、第60話扉絵のチア部3年生組の中に入ってないので、誤記と思われる)
真鳥 レイ（まとり レイ）
チアリーディング部に所属するノアンの友人。18歳。ポニーテールが特徴。
成績は学年3位と優秀だが、ノアン同様非常に奔放な性格をしており、モブユキらの部屋を訪れた際は凄まじいゲームを発案しモブユキにプレイさせたが、最後は少々恥ずかしい目に遭っている。
浦風 キキ（うらかぜ キキ）
チアリーディング部に所属するノアンの友人。17歳。部員4人の中では小柄で、妹的存在。
女子サッカー部の応援に向かった際は何故か水着で応援していた。
情野 ロゼ（せいの ロゼ）
36話より登場。14歳。漫研に所属するカノンの友人。
「モブユキのボーイズラブ」を題材とした漫画を描いている。
純丘 リリィ（すみおか リリィ）
36話より登場。14歳。漫研に所属するカノンの友人。
「モブユキ女体化百合」を題材とした漫画を描いている。
瀧波 パイン（たきなみ パイン）
44話より登場。20歳。編集者志望の大学生でレモンの妹。
真面目だが融通が利かない性格をしている。
また、僅かなお色気描写にも耐性がなく、レモンから「それでは漫画の編集者などできない」と苦言を呈されている。
レモンとはあまり仲が良くなく、彼女が嫌っている渾名「レモニーさん」で呼ぶ。
過去にレモンが隠し持っていたエロ本を誤って引っ張り出し、母親に処分される切っ掛けを作ってしまった。
身長165センチメートル、体重50キログラム、スリーサイズはB93-W61-H90。
瀧波 メロン（たきなみ メロン）
70話より登場。27歳。2児の母でレモンの姉。
非常に母性を感じさせる存在で、登場僅か3話分の間にモブユキ・カノンがその母性に中てられている。
妹達への愛情も深く心優しい姉だが非常に天然な性格をしており、母親にエロ本を没収・処分され悲しみに打ちひしがれていたレモンを元気付けるため、あろう事か「レモニー」というあだ名を発案してしまい今日に至る。
それでもレモンが編集者として一人前に働く姿を見て、レモンの成長を感じ取り喜んでいる。
娘のピーチ、息子のチェリーがいる。
瀧波 ピーチ（たきなみ ピーチ）
70話より登場。5歳。メロンの娘（レモンの姪）で、双子の姉。
活発で明るく人懐っこい性格。少年ジャンプで「るふるふ」を読んでいるが「ラブロボ」は知らないらしい。
「るふるふ」の真似で人の尻を触って困惑させることが多いが、ノアンだけが余裕ある反応を見せたことに気圧され、以降「師匠」と呼ぶようになった。
瀧波 チェリー（たきなみ チェリー）
70話より登場。5歳。メロンの息子（レモンの甥）で、双子の弟。
姉のピーチよりも物静かで落ち着いた性格。
瀧波 アップル（たきなみ アップル）
レモンの母。71話の回想にて後ろ姿のみ登場。頭頂部に独特の形をしたアホ毛がある。
とても厳しく、成人向けの本を持っていたレモンに「えっちな人はうちから出ていきなさい！」と激怒した。
百合園 マヒル（ゆりぞの マヒル）
66話より登場。36歳。アサナとユウミの母の一人。
百合園家には母親が二人おり、「母ちゃん（アサナ）、お母さん（ユウミ）」「ママ」と分けて呼ばれている。それぞれどちらの呼び名かは現時点で不明。
百合園 ヨヅキ（ゆりぞの ヨヅキ）
66話より登場。38歳。アサナとユウミの母の一人。
前髪が長く、目は隠れている。

## 出張掲載
- 『週刊少年ジャンプ』（集英社）2019年2号にて、本誌出張掲載が行われた。後に単行本3巻巻末へ収録。"[WJ本誌 出張版]早乙女姉妹は漫画のためなら!?". 集英社. 2019年5月6日閲覧。
- 『週刊少年ジャンプ』2019年11号にて、『ゆらぎ荘の幽奈さん』とのコラボレーションによる本誌出張掲載が行われた。後に単行本4巻巻末へ収録。"[WJ本誌 コラボ漫画]早乙女姉妹は漫画のためなら!?". 集英社. 2019年5月6日閲覧。

## 書誌情報
電子書籍版は書籍版と同時発売される。第3巻のみ、「描き下ろしオールカラー番外編付き特盛版」が電子版限定で販売された。
- 山本亮平『早乙女姉妹は漫画のためなら!?』 集英社〈ジャンプ・コミックス+〉、全10巻
  1. 2018年10月4日発売[6]、ISBN 978-4-08-881618-0
  2. 2018年12月4日発売[7]、ISBN 978-4-08-881677-7
  3. 2019年3月4日発売[8]、ISBN 978-4-08-881788-0
  4. 2019年5月2日発売[4]、ISBN 978-4-08-882004-0
  5. 2019年9月4日発売[9]、ISBN 978-4-08-882070-5
  6. 2020年2月4日発売[10]、ISBN 978-4-08-882222-8
  7. 2020年6月4日発売[11]、ISBN 978-4-08-882366-9
  8. 2020年10月2日発売[12]、ISBN 978-4-08-882452-9
  9. 2021年2月4日発売[1]、ISBN 978-4-08-882613-4
  10. 2021年7月2日発売[13]、ISBN 978-4-08-882690-5